# 야요이다이역
야요이다이역(일본어: 弥生台駅)은 일본 가나가와현 요코하마시 이즈미구에 위치한 역이다. 역 번호는 SO33이다.

## 역 구조
상대식 승강장 2면 2선의 지상역에서 교상 역사를 갖는다. 승강장 양쪽에는 벚꽃 나무가 심어져 있다.

### 승강장
| 번호 | 노선        | 방향 | 행선                                                           |
| ---- | ----------- | ---- | -------------------------------------------------------------- |
| 1    | 이즈미노 선 | 하행 | 쇼난다이 방면                                                  |
| 2    | 이즈미노 선 | 상행 | 후타마타가와・요코하마・(후타마타가와 방향)야마토・에비나 방면 |

## 역 주변
- 소테쓰 라이프 야요이다이(2017년 10월 24일 개업)
- 스루가 은행 요코하마 야요이다이 지점
- 훼미리마트 야요이다이 역전점
- 모스버거 야요이다이점
- 가나가와 은행 야요이다이 지점
- 야요이다이 역전 우체국
- 국제 친선 종합 병원(급성기 병원)
- 신바시 시민의 숲
- 야요이다이 유치원
- 요코하마 시립 신바시 초등학교
- 요코하마 골프 플라자
- 스윙 테니스 스튜디오
- 야요이의 숲(공원)

## 역사
- 1976년 4월 8일: 영업 개시.
- 1998년 9월 30일: 전면 개량.
- 1999년 2월 27일: 쾌속 운행 개시, 정차역이 됨.

## 사진

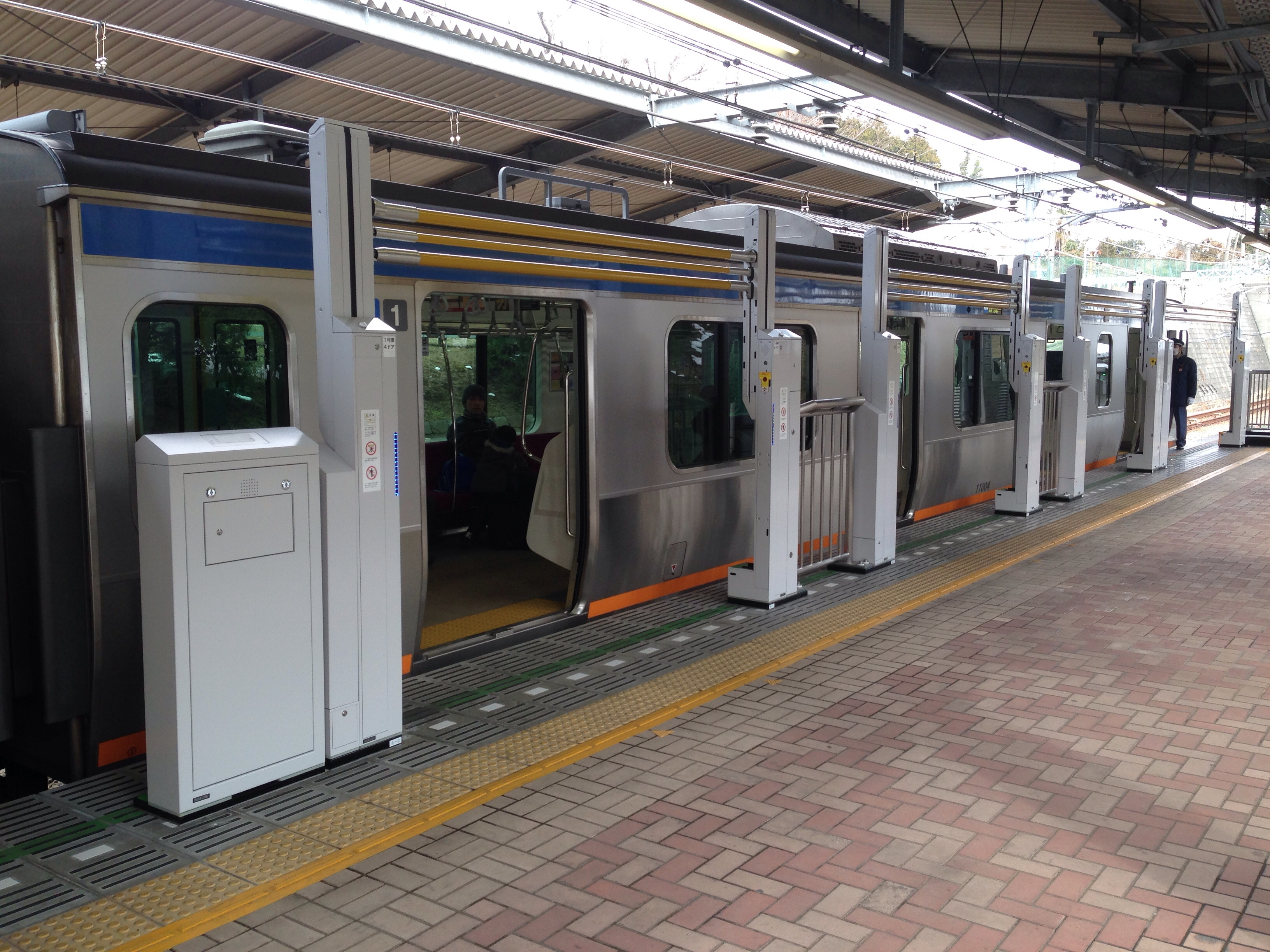
로프식 스크린도어 시험 운행 시절(2013년 10월)
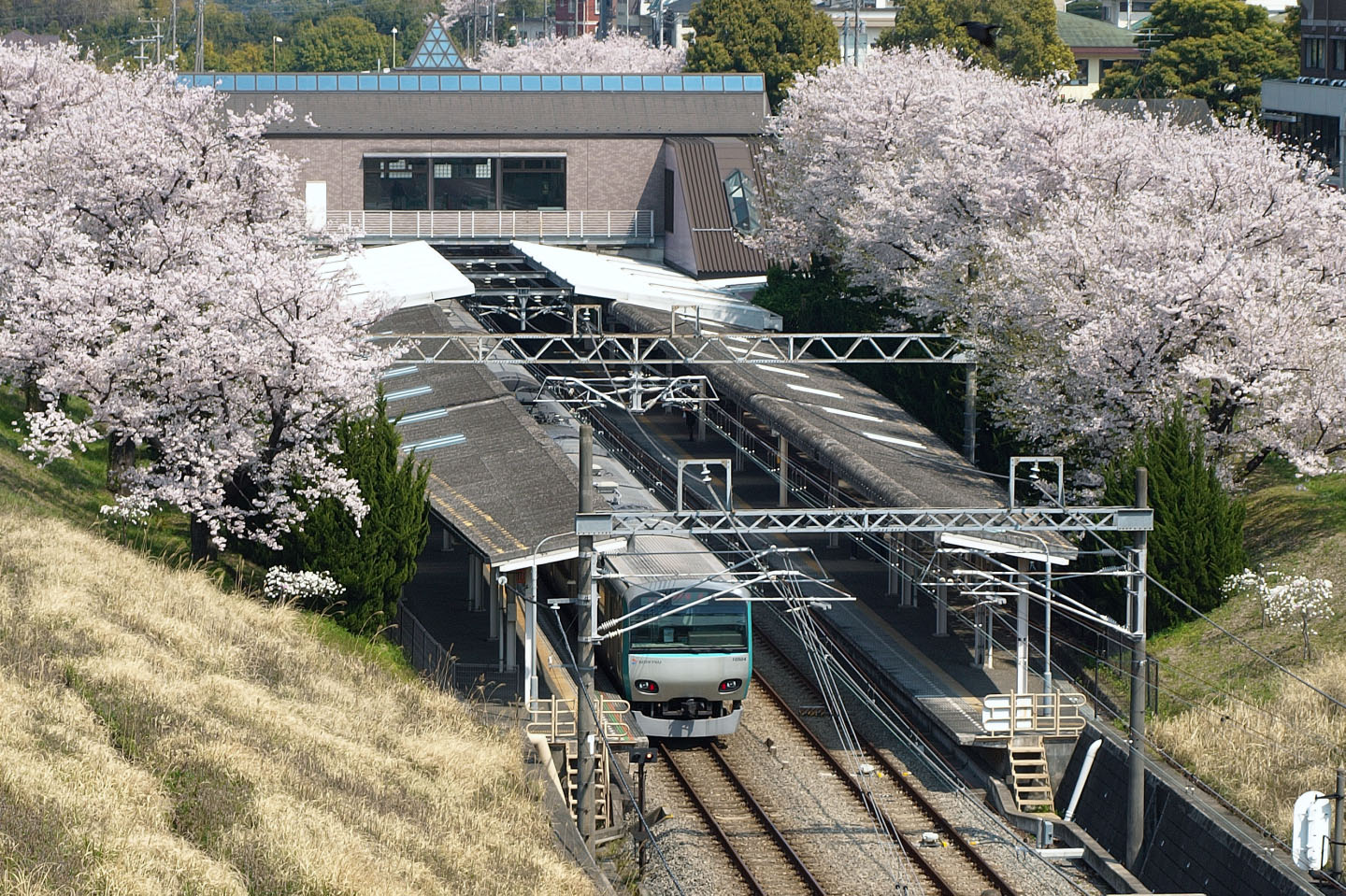
벚꽃이 만개한 야요이다이 역

## 인접역
| 사가미 철도 이즈미노 선       | 사가미 철도 이즈미노 선 | 사가미 철도 이즈미노 선     |
| ----------------------------- | ----------------------- | --------------------------- |
| SO32 료쿠엔토시 요코하마 방면 | ■ 쾌속 ■ 각역정차       | 이즈미노 SO34 쇼난다이 방면 |